# Buffalo County (South Dakota)
Buffalo County ist ein Bezirk im Bundesstaat South Dakota der Vereinigten Staaten. Das U.S. Census Bureau hat bei der Volkszählung 2020 eine Einwohnerzahl von 1948 ermittelt. Der Verwaltungssitz (County Seat) ist Gann Valley.

## Geographie
Das County hat eine Fläche von 1262 Quadratkilometern; davon sind 44 Quadratkilometer (3,45 Prozent) Wasserflächen.

## Geschichte
Das County wurde am 6. Januar 1864 gegründet und nach den Bisonherden in der Gegend benannt.

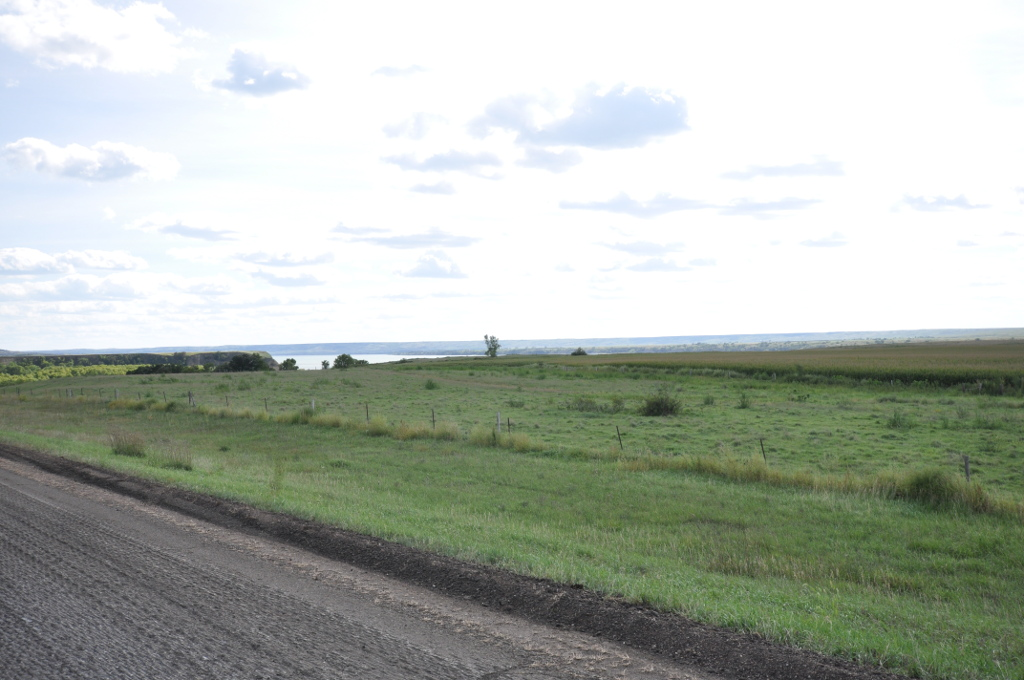
Crow Creek Site (2017)

Zwei Orte im County haben den Status einer National Historic Landmark, die Crow Creek Site und die Fort Thompson Mounds. Sechs Bauwerke und Stätten des Countys sind im National Register of Historic Places (NRHP) eingetragen (Stand 30. Juli 2018).

## Dörfer
- Fort Thompson